# Donaustadion
Das Donaustadion ist ein Fußballstadion mit Leichtathletikanlage in der baden-württembergischen Stadt Ulm. Die Anlage bietet heute 17.400 Plätze, davon 4236 überdachte Sitzplätze und 10.154 unüberdachte Stehplätze. Die in der Nähe der Donau liegende Anlage ist die Heimspielstätte des Fußballvereins SSV Ulm 1846.

## Geschichte
Die Anlage war die erste ihrer Art in Süddeutschland. 1925, bei der Einweihungsfeier im Rahmen des Landesturnfests, zählte man rund 40.000 Zuschauer. Dies war möglich, weil es zu dieser Zeit noch keine Gegentribüne gab und die Öffnung des hufeisenförmigen Stadions an eine anliegende Wiese grenzte, die von den Zuschauern mitgenutzt wurde. Während des Krieges wurde die Holztribüne zerstört.
1952 wurde die bis heute bestehende und überdachte Haupttribüne errichtet. Erste Änderungen erfolgten mit der stufenförmigen Erhöhung der Stehplätze. In den 1980er Jahren wurden die Sitzbänke auf der Haupttribüne durch Plastiksitze ersetzt. Die Flutlichtanlage wurde am 18.  Oktober 1991 durch die Ulmer Fußballer beim Heimspiel gegen den SV Sandhausen (Endstand 3:0) eingeweiht. 1999 wurde für rund 3,5 Mio. DM eine neue Gegentribüne mit 3000 überdachten Sitzplätzen errichtet, davon wurde ein separater Zuschauerblock mit 500 Sitzplätzen zum Nichtraucherblock deklariert. Diese Maßnahme war damals einzigartig und fand später weitere Nachahmer.
Als die Fußballer des SSV Ulm 1846 im Jahr 1999 in die Bundesliga aufstiegen, wurden Zusatztribünen angeschafft, die an drei verschiedenen Stellen hinter den Stehplatzrängen zum Einsatz kamen. Dadurch konnte die Zuschauerkapazität von ursprünglich 19.500 auf 23.500 ausgebaut werden. Nach dem anschließende Abstieg wurden geplante Umbaumaßnahmen in Höhe von ca. 30–50 Mio. DM wieder verworfen, wie etwa einen Neubau der Haupttribüne (mit bis zu 6.000–10.000 Sitzplätzen) und die Überdachung der Stehplätze.
Im März 2011 wurden die grünen Sitzschalen auf der Haupttribüne, die nicht mehr den neusten Brandschutzbestimmungen entsprachen, durch schwarze und zur Hervorhebung des Schriftzuges U L M auch weiße Sitzschalen ersetzt.
Im Juni 2019 wurden dann auch die grünen Sitzschalen auf der Gegentribüne durch schwarze und weiße Sitzschalen ersetzt.
Nach dem Aufstieg des SSV Ulm 1846 in die 3. Fußball-Liga 2023/24 fordert der DFB eine Rasenheizung für die Spielstätte. Der Spielbetrieb wird u. a. durch die Fernsehgelder bestritten. Bei Spielausfällen gibt es weniger Geld. Als Ausweichort nutzt der SSV die Centus Arena in Aalen. Aufsteiger dürfen in der ersten Saison in Ausweichstadien spielen – eine Ausnahmeregelung für Aufsteiger in die 3. Liga im ersten Jahr. Ab der nächsten Saison müsste Ulm auf die Hälfte seiner Fernseheinnahmen verzichten. Die Stadt als Eigentümerin des Stadions muss 1,4 Mio. Euro in die Anlage investieren. Für den Einbau müssen 30 km Rohre verlegt, und der Rasen muss komplett entfernt werden. Die Anlage, die die Stadt einbauen wird, wird aber wohl vorerst mit Öl betrieben, was wiederum der DFB kritisiert. Ulms Erster Bürgermeister Martin Bendel hält die Rasenheizung für „die sinnloseste Investition“, da Geld eher dafür bereitgestellt werden sollte, um Kitas, Schulen und Dienstgebäude klimafreundlich und energieeffizient umzurüsten.
Nach dem Aufstieg des SSV Ulm 1846 in die 2. Fußball-Bundesliga 2024/25 wurden im Frühjahr/Sommer 2024 eine Rasenheizung und Beregnungsanlage eingebaut, und an den Flutlichtmasten wurden seitlich weitere Strahler angebracht mit jetzt gewährleisteten 1200 Lux Strahlkraft, um die vorgegebenen DFL-Richtlinien zu erfüllen. Weiter wurden provisorische Maßnahmen vorgenommen, wie Container für sanitäre Anlagen und den Pressebereich, die Anmietung von Trafostationen für die Sicherstellung der Stromversorgung, ein Parkplatz für TV-Übertragungsfahrzeuge. Die von der DFL geforderte Überdachung aller Zuschauerplätze konnte nicht bis zum Saisonstart im August 2024 realisiert werden, weshalb der SSV Ulm eine Ausnahmegenehmigung für die Saison 2024/25 bekommen hatte. Außerdem wurden 80 Rollstuhlplätze mit Sitzen für Begleitpersonen direkt vor der Gegentribüne geschaffen.
Nach dem Aufstieg der Ulmer Fußballer wurde der kleine Businessbereich im Container am Haupteingang des Donaustadions abgerissen und eine provisorische Lösung mit einem Zelt für Sponsoren auf den roten Ascheplatz neben die Jahnhalle verlegt. Aufgrund von Platzproblemen wurde nach dem Aufstieg in die 2. Bundesliga auf dem ehemaligen HALO Platz auf der gegenüberliegenden Straßenseite hinter der Haupttribüne des Donaustadions ein neuer VIP-Bereich (fester Zelt-Bau) für über 1000 Sponsoren errichtet.
Ende 2024 äußerten die Fußballer des SSV Ulm 1846 Fußball bei der Stadt Ulm die Absicht, das Donaustadion zu kaufen, um es zeitgemäß in eine reine Fußballarena umzubauen. Demzufolge prüfte die Stadt Ulm sieben Szenarien zum Ausbau, Umbau oder dem Neubau einer reinen Fußballarena an einem neuen Standort. Anfang März 2025 einigten sich die beiden Vereine und die Stadt Ulm auf einen Kompromiss, dass einerseits die Laufbahn bestehen bleibt, um das Stadion weiterhin als Leichtathletik-Sportstätte betreiben zu können, aber das Stadion andererseits soweit modernisiert wird, dass die Auflagen der DFL für den Profi-Fußball langfristig erfüllt werden. Am 19. März 2025 stimmte der Ulmer Gemeinderat dieser Einigung zu. Langfristig strebt der Fußballverein allerdings den Bau einer reinen Fußball-Arena an.

## Länderspiele

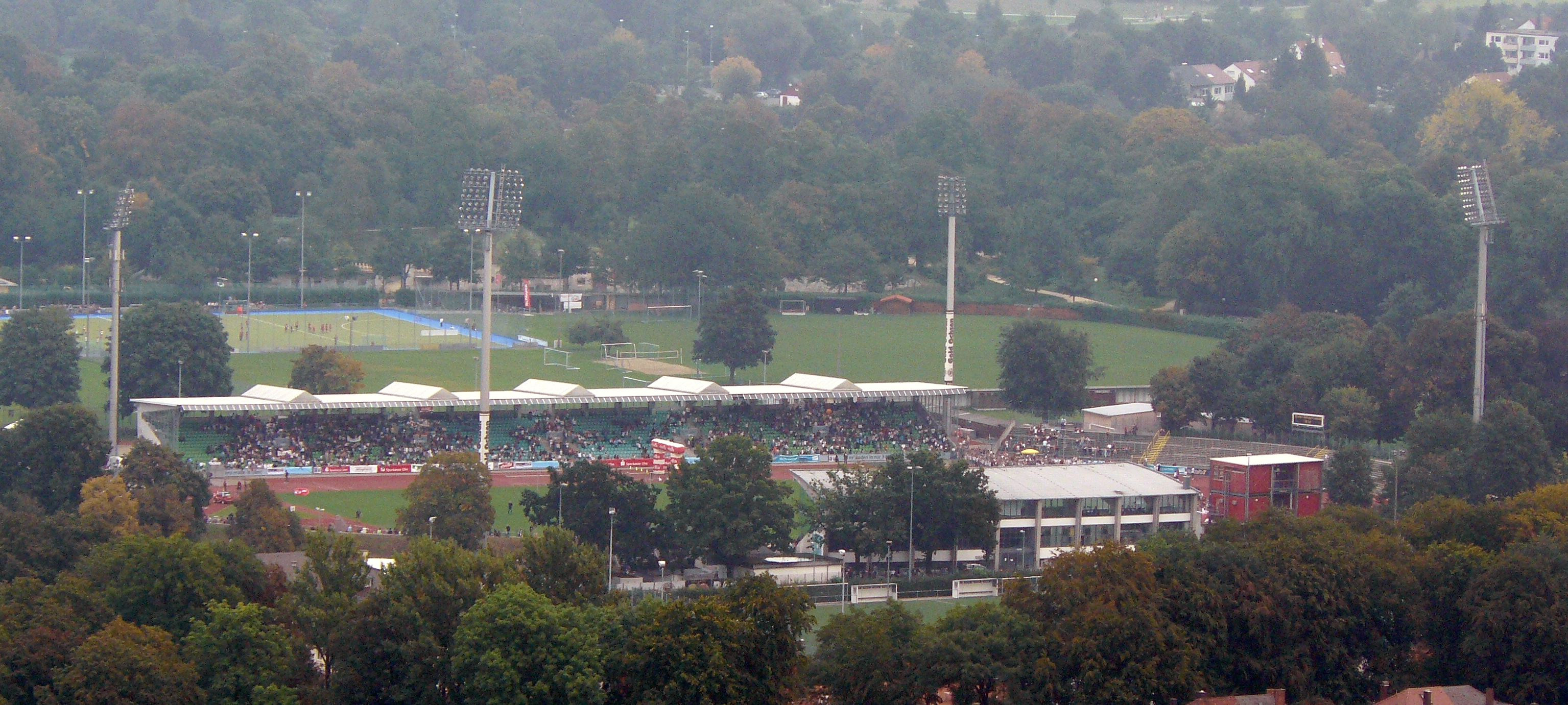
Ansicht vom Ulmer Münster

Neben dem heimischen Fußball diente das Donaustadion mehrfach als Spielstätte für Länderspiele der Nationalmannschaft der Frauen. So wurde hier unter anderem das Finale der Fußball-Europameisterschaft der Frauen 2001 ausgetragen. Ein A-Länderspiel der Männer fand am 7. Juni 2006 im Ulmer Stadion statt: Zur Vorbereitung auf die Fußball-Weltmeisterschaft 2006 in Deutschland spielte die australische Mannschaft im Donaustadion gegen die Auswahl Liechtensteins. Das Spiel endete mit 3:1 für die Mannschaft aus Australien.
Frauen
- 08. Mär. 2001:  Deutschland –  Volksrepublik China 2:4
- 04. Juli 2001:  Deutschland –  Norwegen 1:0 (EM-Halbfinale)
- 07. Juli 2001:  Deutschland –  Schweden 1:0 n.GG (EM-Finale)
- 17. Okt. 2002:  Deutschland –  Dänemark 2:0
- 12. Nov. 2005:  Deutschland –  Schweiz 4:0

Männer
- 07. Juni 2006:  Australien –  Liechtenstein 3:1 (1:1)

U-19-Junioren
- 12. Juli 2016:  Kroatien –  Niederlande 1:3 (Vorrunde der U-19-EM)
- 15. Juli 2016:  Niederlande –  England 1:2 (Vorrunde der U-19-EM)

## Leichtathletikwettkämpfe
Seit Jahrzehnten hat sich das Donaustadion als Leichtathletikwettkampfstätte bewährt. 1982 stellte Jürgen Hingsen hier seinen ersten Weltrekord mit 8714 Punkten auf. In den Jahren 2003, 2006, 2009, 2013 und 2014 wurden die Deutschen Leichtathletik-Meisterschaften ausgetragen. In den Jahren 1966, 1994, 2007, 2010, 2017, 2019 und 2022 fanden die deutschen Jugendmeisterschaften im Donaustadion statt. Gemeinsam mit Stuttgart war Ulm für die Austragung der Deutschen Meisterschaften 2027 im Gespräch, allerdings wurde das Donaustadion nicht saniert, und für die Meisterschaften genügen die aktuellen Anforderungen des Donaustadions nicht aus (z. B. mind. 8000 Sitzplätze).

## Sonstiges
Das Donaustadion verfügte in der Saison 1999/2000 als erstes Stadion eines Bundesligavereins über einen separaten Nichtraucherblock mit 500 Plätzen. Diesen Block gibt es auch heute noch, und mittlerweile hat dieses Beispiel auch in anderen Stadien der Bundesliga Schule gemacht.